# Озерський Юрій Іванович
Ю́рій Іва́нович Озе́рський (справжнє прізвище Зебницький; нар. 1896, м. Смяч, нині Новгород-Сіверського району, Чернігівської області — пом. 3 листопада 1937, розстрільний полігон НКВД СРСР в урочищі Сандармох, нині в Медвеж'єгорському районі Республіки Карелії, РФ) — український державний і освітній діяч.
Жертва більшовицького терору.

## Життєпис
Народився в сім'ї священника, українець, закінчив духовне училище та духовну семінарію в Чернігові. З 1914 року навчався в Петроградському історико-філологічному інституті, був член Української студентської спілки в Петрограді, за фахом учитель.
Весною 1917 року працював у Києві та в Чернігівському губернському комітеті УПСР (соціалістів-революціонерів), займався пропагандистською діяльністю в Ніжині, Конотопі, Глухові, Кролевці; був делегатом з'їзду УПСР у квітні 1918 року. Обіймав посаду губернського інструктора Української Центральної Ради.
У 1919—1920 роках був членом партії лівих есерів, згодом — в УПСР (боротьбистів). У 1919 році очолював відділ народної освіти в місті Ніжині.
Член КП(б)У в березні 1920–1933 роках.
Працював у системі політосвіти, був членом Колегії політосвіти дорослих Народного комісаріату освіти УСРР (1921—1922), завідувачем Управління політичної освіти Народного комісаріату освіти УСРР (з січня 1926 року). Одночасно з 15 липня 1927 до січня 1930 року очолював Укрнауку (Головнауку) Наркомату освіти УСРР, був членом колегії Народного комісаріату освіти УСРР. З січня 1930 року працював в Українській радянській енциклопедії, викладав у Харківському інституті народної освіти. Обіймав посаду голови Держвидаву УСРР (березень 1930—1933). Проживав у м. Харків.
Був прибічником політики українізації в УСРР (проводилася в 1920-х роках), заарештований 23 листопада 1933 р. у сфабрикованій справі «Української військової організації» («УВО»). Судова трійка при Колегії ГПУ УСРР 26 лютого 1934 р. ухвалила присуд за ст. 54-11 КК УСРР — 10 років виправно-трудових таборів. Відбував покарання в 4-му відділенні Біломорсько-Балтійського комбінату й на Соловках, працював на загальних роботах. За повідомленнями табірної агентури НКВД, в ув'язненні формально засуджував своє минуле, водночас був вороже настроєний до панівного режиму, критикував колгоспну систему, заявляв, що «Україна залишається колонією Москви».
Постановою окремої трійки Управління НКВД СРСР по Ленінградській області від 9 жовтня 1937 року дістав найвищу кару (розстріл). Вивезений із Соловків з великим етапом в'язнів Соловецької тюрми і страчений 3 листопада 1937 р. в урочищі Сандармох поблизу селища Медвежа Гора (нині м. Медвеж'єгорськ, Республіка Карелія, РФ).
Реабілітований Верховним судом Карельської АРСР (14.04.1962) і Верховним судом УРСР (28.09.1962).